# 朴奎利
朴奎利（韓語：박규리，羅馬化：Park Gyu Ri，1988年5月21日—），韓國女歌手，以單名奎利為人熟知（韓語：규리，羅馬化：Gyuri），被DSP Media在首爾發掘並進入該公司當練習生。2007年以韓國女子團體Kara成員身分出道，並擔任隊長。曾是SM娛樂練習生。

## 早年
1988年5月21日奎利出生於首爾市，其演藝生涯自小開始：在1995年她以7歲童星之姿，在《今天是個好日子》一劇中扮演姜虎東弟弟的小女朋友，2001年她也曾在《女人天下》一劇中扮演金諪恩所飾演角色的幼年時期，為一名在皇宮中生活的女侍。

## 经历

### 2011年
- 1月19日，除了隊長奎利外KARA的四位成員昇延、妮可、荷拉、知英表示將單方面與DSP Media解除合約，後來荷拉表示不會解約。KARA的律師LAND MARK表示長期以來經紀公司靠自己權力強迫超負荷工作，不和成員們溝通私下隨意增加節目通告，包括不想參加的活動，而且必須參與所有的工作行程。KARA認為無法和公司恢復信任關係是導致解約的最大原因，成員收入只得到總收入1% 。同時有網民流傳，這四人與隊長奎利不和。不知為什麼成員中只有四人表示解除合約，而唯獨奎利被排除在外。網民認為，公司的做法不合理，五個人應該意見一致，並採取同樣的行動，不知道為什麼奎利沒有任何動靜。一部分網民開始懷疑，這證明了奎利與其他成員關係不好。而且奎利在媒體報道四人解除合約一事之前根本不知道此事，甚至還被排擠奎利。
- 2月15日，昇延的父親在日本富士電視台的《SUPER NEWS》採訪中表示，KARA成員與所屬經紀公司發生紛爭，隊長朴奎利有著不可推卸的責任，引發矚目。他談及作為隊長的朴奎利的素質時還說：「朴奎利好像沒有什麼責任感，貌似沒有好好溝通才導致事件的發生。」將劍鋒直指朴奎利，認為她應該為此事件負責。這次發言與之前提出訴訟的三人「成員間沒有不和」的言論對立，令人大跌眼鏡。後來她們打破沉默，開口解譯「Kara解體事件」當時成員間還不斷聯繫，希望一起活動，成員間絕對沒有不和。且這件事為日本媒體誤報，因昇延的父親在接受訪問時說的Leader是指經紀公司的高層，但被媒體誤以為是在講隊長奎利。

- 4月29日，解約風波結束，DSP Media與成員們達成協議，KARA以五人形式繼續活動。

### 2016年
- 1月15日，奎利與DSP的合約結束而不續約。
- 7月20日，奎利與DAiN娛樂簽訂專屬合約，以演員身分展開活動。

### 2024年
- 1月26日，奎利與BIGBOSS娛樂簽訂專屬合約。[1]

## 影视作品

### 電視劇
| 年份   | 電視台     | 劇名            | 角色           | 備註     |
| 2001年 | SBS        | 《女人天下》    | 能琴（少年）   |          |
| 2011年 | 東京電視台 | 《URAKARA》     | 奎利           |          |
| 2013年 | MBC QueeN  | 《美甲店Paris》 | 洪如珠         |          |
| 2014年 | Dramacube  | 《Secret Love》 | 朴宣雨         |          |
| 2016年 | KBS 1TV    | 《蔣英實》      | 朱富玲         |          |
| 2017年 | KBS2       | 《無窮花開了》  | 張恩珠         |          |
| 2018年 | SBS        | 《皇后的品格》  | 跳江自殺的女子 | 特別出演 |

### 電影
| 年份   | 電影名稱          | 角色 | 備註                   |
| 2011年 | 野狼歷險記        | Kate | 動畫配音               |
| 2016年 | 兩個戀愛          | 美娜 |                        |
| 2016年 | 如何與我的貓分手  | 怡貞 |                        |
| 2017年 | Bowling Bling     | 寶拉 | 無障礙電影             |
| 2019年 | 各自的美食        | 素恩 | 2018平昌冬奧會紀念電影 |
| 2019年 | Revive by TOKYO24 |      | 日本電影               |
| 待公布 | 密約              | 恩靜 | 特別出演               |
| 待公布 | 人生如貓          | 秀妍 |                        |

### 音樂劇
| 年份 | 劇目           | 角色   | 時間                          | 地點                        | 備註 |
| 2011 | 《美女也煩惱》 | 姜韓星 | 2011年10月8日－11月6日        | 日本 大阪松竹座             |      |
| 2011 | 《美女也煩惱》 | 姜韓星 | 2011年11月26－2012年2月29日   | 韓國 CJ藝術中心             |      |
| 2021 | 《我愛你》     | 金恩珠 | 2021年8月14日－2021年10月30日 | 光林藝術中心BBCH大廳        |      |
| 2022 | 《歌謠 TOP10》 | 美善   | 2022年3月25日                 | 雞龍文化藝術殿堂            |      |
| 2022 | 《歌謠 TOP10》 | 美善   | 2022年4月23日                 | 咸安文化藝術會館            |      |
| 2022 | 《歌謠 TOP10》 | 美善   | 2022年8月30日－8月31日        | 巨濟文化藝術會館            |      |
| 2022 | 《歌謠 TOP10》 | 美善   | 2022年10月5日                 | 慶尚南道咸陽郡 文化藝術中心 |      |
| 2022 | 《歌謠 TOP10》 | 美善   | 2022年10月26日                | 平昌文化藝術中心            |      |
| 2022 | 《歌謠 TOP10》 | 美善   | 2022年12月19日                | 旌善阿里郎中心 阿里郎館     |      |
| 2023 | 《Dream High》 | 尹白熙 | 2023年5月10日－2023年7月23日  |                             |      |

## 音樂作品

### 原聲帶 (OST)
| 發行日期       | 專輯名稱                     | 曲目                                                | 備註                            |
| 2010年12月16日 | 《大物OST Part.7》           | My love                                             | 與姜知英、Soundtrack for Daemul |
| 2011年6月23日  | 《城市獵人OST Part.5》       | 그대만 봐요（只看著你）                             |                                 |
| 2011年7月22日  | 《愛情萬萬歲OST Part.1》     | 갈팡질팡（猶豫不決）                                | 與趙賢榮                        |
| 2012年6月8日   | 《美味人生OST Part.2》       | I love you more than the soul                       |                                 |
| 2012年10月10日 | 《大風水OST Part.1》         | 운명을 깨고(打破命運)                               |                                 |
| 2013年5月10日  | 《美甲店ParisOST Part.1》    | 기다릴 거에요(我會等你)                             |                                 |
| 2013年7月22日  | 《破案天才伽利略第二季 OST》 | 至愛/Saiai（最偉大的愛） KISSしテ/Kissshite（吻我） |                                 |
| 2014年9月10日  | 《鋼鐵人OST》                | Hello                                               | 與韓昇延                        |
| 2014年10月15日 | 音樂劇《菊花香》OST》        | 那時的你                                            | 與導慪                          |
| 2014年12月15日 | 《Secret Love》OST》         | 初戀                                                | 與韓昇延                        |
| 2016年4月8日   | 《兩個戀愛OST》              | 春雪                                                |                                 |
| 2017年12月27日 | 《在你背上扣球OST Part.1》   | Universe                                            |                                 |

### 合作歌曲
| 發行日期     | 專輯名稱                                    | 曲目        | 歌手                           |
| 2010年2月4日 | 洪京民 10輯《Special Edition》              | Day After   | 洪京民（Feat. 奎利）           |
| 2017年2月7日 | From The Airport 2輯 《The Boy Who Jumped》 | Night & Day | From the Airport（Feat. 奎利） |

### 作詞
- 2012年 《Daydream》
- 2014年 《故事》(收錄於Kara迷你6輯Day & Night，與奎利、荷拉三人共同作詞)

## 電台主持
- 2010年 MBC Radio《深深打破》（심심타파）與神童共同主持（2010年5月6日－2011年10月2日）

## 綜藝節目

### 固定綜藝
| 日期                           | 節目名稱                  | 備註                         |
| 2007年8月8日－2007年12月12日   | KARA Mnet self camera 1   | 共5集                        |
| 2008年8月19日-2008年10月17日   | KARA Mnet self camera 2   | 共8集                        |
| 2009年4月2日－2009年4月30日    | 偶像軍團 Season 4         | MC                           |
| 2009年5月26日－2009年6月30日   | Kara's Meta Friends       |                              |
| 2009年11月25日－2010年1月13日  | Kara Bakery               |                              |
| 2010年11月20日－2010年11月27日 | Kara Special Day          |                              |
| 2011年9月7日－2013年9月21日    | KARA Channel              | KARA Live On YouTube Channel |
| 2011年12月11日- 2012年2月19日  | Lululala                  | 固定成員 (9集)               |
| 2012年6月17日- 2012年8月1日    | 無計畫家族 S1             |                              |
| 2013年10月8日－2014年5月27日   | THE SHOW                  | MC (with 昇延)               |
| 2014年6月9日－2014年6月23日    | 首先放飛SNS遠征隊         |                              |
| 2017年3月29日－2017年4月20日   | tong by travel 日本佐賀篇 |                              |
| 2018年2月6日－2018年4月10日    | The Beauty a Week         |                              |
| 2018年5月3日－2018年7月26日    | 狐狸們的隱密聊天S/S       | MC                           |
| 2018年11月28日－2019年1月23日  | What Women Want           | MC                           |
| 2020年3月31日－2020年8月20日   | Beaut & View              | MC (with 咸𤨒晶)             |
| 2023年6月30日－2023年9月1日    | R U Next?                 | 评委                         |

## 獎項與提名
| 年度 | 頒獎典禮                 | 獎項           | 作品              | 結果 | 備註  |
| 2017 | 第10屆 韓國電視劇節      | 韓流明星賞     | 無窮花開了        | 獲獎 |       |
| 2020 | 第十七屆摩納哥國際電影節 | 科幻奇幻電影獎 | Revive by TOKYO24 | 獲獎 | [ 2 ] |

## 外部連結
- 奎利的Instagram帳戶
- 奎利的X（前Twitter） 
- 奎利的新浪微博 （简体中文） 
- 朴奎利在NAVER上的资料